# 细纹河口螺
细纹河口螺（学名：Iravadia bella），是中腹足目河口螺科河口螺属的一种。主要分布于韩国、台湾，常栖息在河口潮间带。